# 山本惠朗
山本 惠朗（やまもと よしろう、1936年（昭和11年）3月8日 - ）は、日本の実業家。みずほフィナンシャルグループ名誉顧問。元富士銀行代表取締役頭取で、元みずほホールディングス代表取締役会長兼Co-CEO。長野県塩尻市出身。

## 来歴・人物
企画畑などを経て、1986年から二年間、シカゴのヘラーインターナショナルコーポレーション（富士銀行が1984年に買収した米国の金融会社、後にGEキャピタルに売却）に副社長として出向。
第一勧業銀行会長兼頭取の杉田力之、日本興業銀行頭取の西村正雄とともに、みずほフィナンシャルグループ発足を率いた。
退任直後である2002年4月に発生した大規模なシステム障害の責任を問われ、退職慰労金の支払いは見送られていたが、みずほFGが公的資金の返済を終えたことから、退任から5年後の2007年、山本、杉田、そして西村の遺族に慰労金は支払われた。

## 略歴
- 1959年（昭和34年） - 東京大学経済学部卒、富士銀行入行
- 1974年（昭和49年） -  丸の内支店次長[2]
- 1977年（昭和52年） -  企画部長代理
- 1980年（昭和55年） -  営業第二部次長
- 1982年（昭和57年） -  資金証券部副部長
- 1985年（昭和60年） -  国際企画部参事役
- 1986年（昭和61年） -  ヘラー・インター ナショナル・コーポレーション出向、同社副社長
- 1987年（昭和62年） -　取締役 ヘラー・インターナショナル・コーポレーション副社長
- 1988年（昭和63年） - 同取締役本店営業第一部長
- 1989年（平成元年） - 同常務取締役
- 1991年（平成3年） - 同副頭取
- 1996年（平成8年）6月27日 - 橋本徹の会長就任に伴い、富士銀行頭取に就任する[3]
- 2000年（平成12年） - みずほホールディングス会長
- 2001年（平成13年） - 全国銀行協会会長
- 2002年（平成14年） - クレディセゾン取締役
- 2011年（平成23年） - 同監査役